# AMSAT

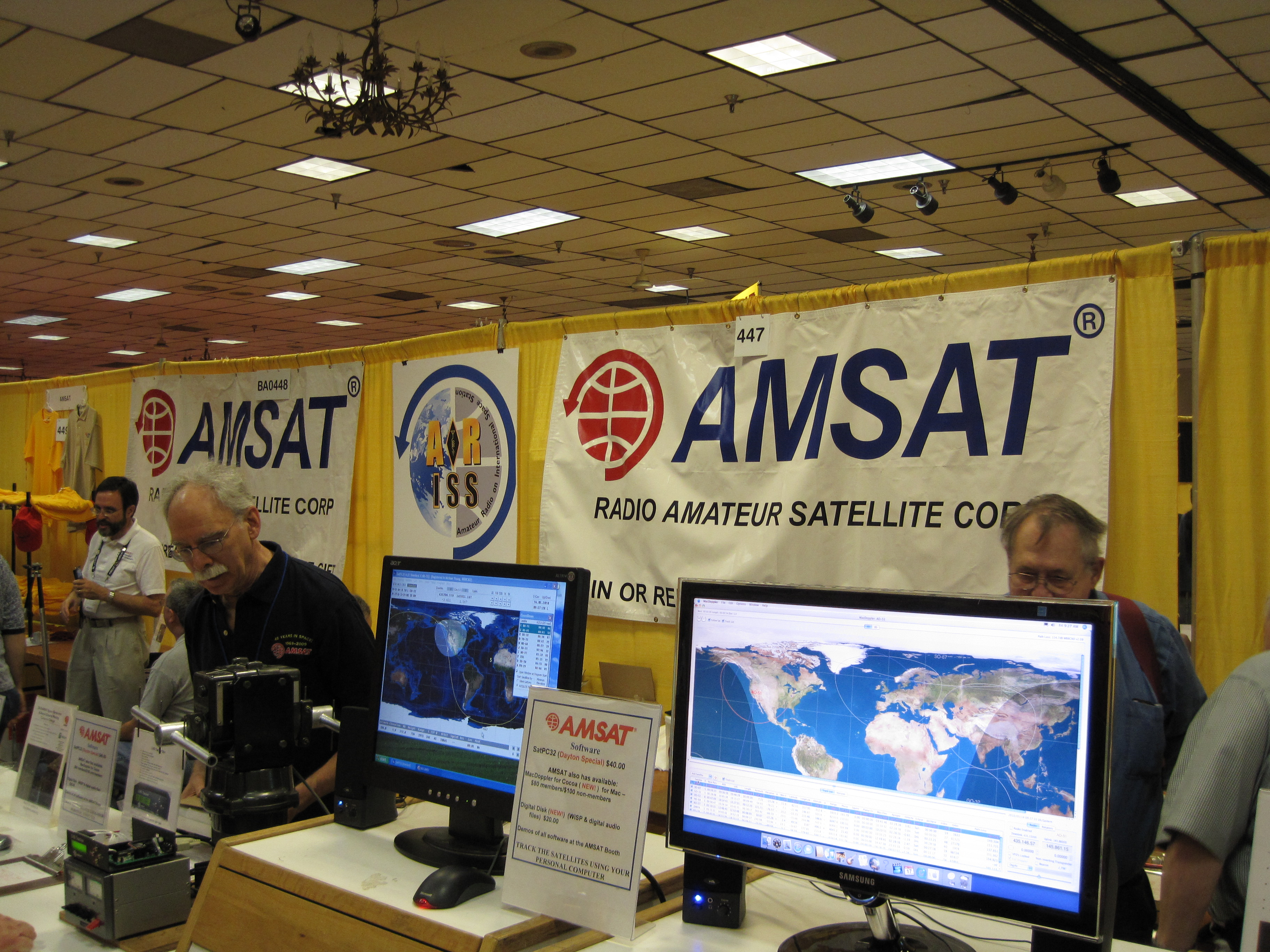
Stand an der Amateurfunkmesse Dayton Hamvention

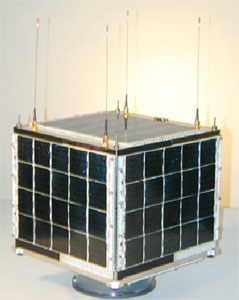
OSCAR 51

AMSAT (Radio Amateur Satellite Corporation, auf Deutsch etwa „Amateurfunksatelliten-Vereinigung“) ist eine Vereinigung von Funkamateuren, die das Ziel verfolgen, Raumfahrtsatelliten zu betreiben. Die 1969 gegründete Organisation hat ihren deutschen Sitz in Bochum.

## Struktur und Ziele
Weltweit existieren mehrere AMSAT-Organisationen. Die erste wurde 1969 in den USA gegründet, um die Beteiligung von Funkamateuren an Weltraumforschung und -kommunikation zu fördern. AMSAT führte damit die Bemühungen des OSCAR-Projekts fort, das 1961 den ersten Amateurfunksatelliten OSCAR 1 begann.
Die Raumfahrtprojekte werden in weltweiter Zusammenarbeit mit den AMSAT-Organisationen und Universitäten durchgeführt.

## Bezeichnungen der Phasen
AMSAT führte zur Unterscheidung der Missionsziele die fünf Phasen ein. Jede Phase stellt einen neuen Meilenstein in der Entwicklung von Amateurfunksatelliten dar. Die fünf Phasen sind:
- Phase 1 – Bau eines einfachen Satelliten ohne Solarzellen zum Test der Technologie und Erreichen des Orbit.
- Phase 2 – Bau eines Satelliten mit Solarzellen und Positionierung in einer niedrigen Erdumlaufbahn (LEO).
- Phase 3 – Bau eines Satelliten und Positionierung in einer stark elliptischen Erdumlaufbahn. Ein Phase-3-Satellit ist für mehrjährigen Einsatz konstruiert. Meist wird der Satellit aus einem geostationären Transferorbit (GTO) auf seine endgültige Umlaufbahn mit einem eigenen Antrieb angehoben.
- Phase 4 – Bau eines Satelliten und Positionierung in einem geosynchronen Orbit (GSO) oder sogar geostationärem Orbit (GEO).
- Phase 5 – Bau eines Raumfahrzeugs, das zum Erdmond, Mars oder zu einem anderen Ziel innerhalb des inneren Sonnensystems geschickt wird.

Die einzelnen Satelliten die zu einer Phase gehören, werden mit Kennbuchstaben versehen, so dass sich als Projektnamen z. B. Phase-3-D (P3D, vierter Satellit der Phase 3) oder Phase-5-A (P5A, erstes Raumfahrzeug der Phase 5) ergibt. Satelliten der Phasen 1 bis 4 gehören wegen ihrer Erdumlaufbahn zur Gruppe der OSCAR-Satelliten; die aus der Phase 5 gehören, da sie den Orbit verlassen, nicht dazu.

## AMSAT-Deutschland
Der AMSAT-Deutschland e. V., kurz AMSAT-DL, ist ein 1974 in Marburg gegründeter, als gemeinnützig anerkannter Verein.
Derzeit (Stand Januar 2010) hat der Verein laut eigenen Angaben ca. 1200 Mitglieder.
Der Jahresbeitrag beträgt 120 Euro, bzw. 90 Euro Mindestbeitrag. Es gibt Ermäßigungen für jugendliche Mitglieder in Ausbildung, Studenten sowie Schwerbehinderte und Mitglieder mit geringem Einkommen auf Antrag. Der Beitrag beträgt dann 30 Euro im Jahr.
Ziel von AMSAT-Deutschland ist im Wesentlichen die Entwicklung, der Bau und Betrieb von Amateurfunksatelliten, nachrichtentechnische und raumfahrtwissenschaftliche Forschung unter Beteiligung der Amateurfunkdienstes und die Veröffentlichung der erarbeiteten Forschungsergebnisse zur Förderung von Wissenschaft und Forschung.
Außerdem gibt der Verein die Fachzeitschrift AMSAT-DL Journal heraus, unterstützt sie bei der Materialbeschaffung zur Durchführung des Amateurfunkdienstes über Satelliten, vertreibt themenbezogene Bücher und Software und führt Tagungen durch.

## Satelliten, an deren Entwicklung und Bau AMSAT-DL maßgeblich beteiligt war
| Satellit           | Start             | Ende              | Lebensdauer |
| ------------------ | ----------------- | ----------------- | ----------- |
| AMSAT-Phase 3-A    | 23. Mai 1980      | Fehlstart         | 0           |
| AMSAT-OSCAR 10     | 16. Juni 1983     | 2002              | 19 Jahre    |
| AMSAT-OSCAR 13     | 15. Juni 1988     | Dezember 1996     | 8 Jahre     |
| AMSAT-OSCAR 21     | 29. Januar 1991   | 12. Dezember 1994 | 3 Jahre     |
| AMSAT-OSCAR 40 (*) | 16. November 2000 | 27. Januar 2004   | 3 Jahre     |
| AMSAT P4-A         | 15. November 2018 |                   |             |

(*) Der Name während der Planungsphase lautete AMSAT PHASE 3D
Seit 1980 war AMSAT-Deutschland an neun erfolgreichen Missionen beteiligt.

## Aktuelle Projekte
Im Januar 2009 sollte Phase-3-Express (P3E) in eine Erdumlaufbahn gebracht werden. Dieser Satellit gilt als Prototyp für das Raumfahrzeug Phase-5-A (P5A), das 2018 zum Mars starten soll.
Im März 2014 wurde bekannt, dass der katarische Satellit Es’hail-2 eine Amateurfunk-Relaisstation auf eine geostationäre Position bringen soll, ein gemeinsames Projekt der katarischen Amateurfunkvereinigung QARS, der Qatar Satellite Company und der AMSAT-DL. Zwei Transponder sollen ermöglichen, dass Funkamateure von Brasilien über Europa bis nach Indien miteinander Funkverbindungen aufbauen können. Der Start erfolgte am 15. November 2018, als Position ist 25,5 Grad Ost vorgesehen. Der Uplink wird im Bereich 2,400 bis 2,450 GHz und der Downlink im Bereich 10,450 bis 10,500 GHz innerhalb der jeweiligen Amateurfunkzuweisungen liegen.